# Leoncio Martínez
Leoncio Martínez est l'une des cinq paroisses civiles de la municipalité de Sucre dans l'État de Miranda au Venezuela. Elle constitue l'une des paroisses civiles orientales de la capitale Caracas. Sa capitale est officiellement Los Dos Caminos qui constitue de facto l'un des quartiers de la capitale. En 2011, sa population s'élève à 63 260 habitants.

## Géographie

### Transports
La paroisse civile est desservie par la ligne 1 du métro de Caracas qui la traverse d'ouest en est, par les stations Miranda, Los Dos Caminos et Los Cortijos.

### Démographie
Hormis sa capitale officielle Los Dos Caminos constituant de facto l'un des quartiers de la capitale Caracas, la paroisse civile recouvre d'autres quartiers de la capitale :
- El Rosario
- Los Chorros
- Los Cortijos
- Los Dos Caminos
- Los Ruices
  - Los Ruices Sur
- Sebucán